# زنزانة

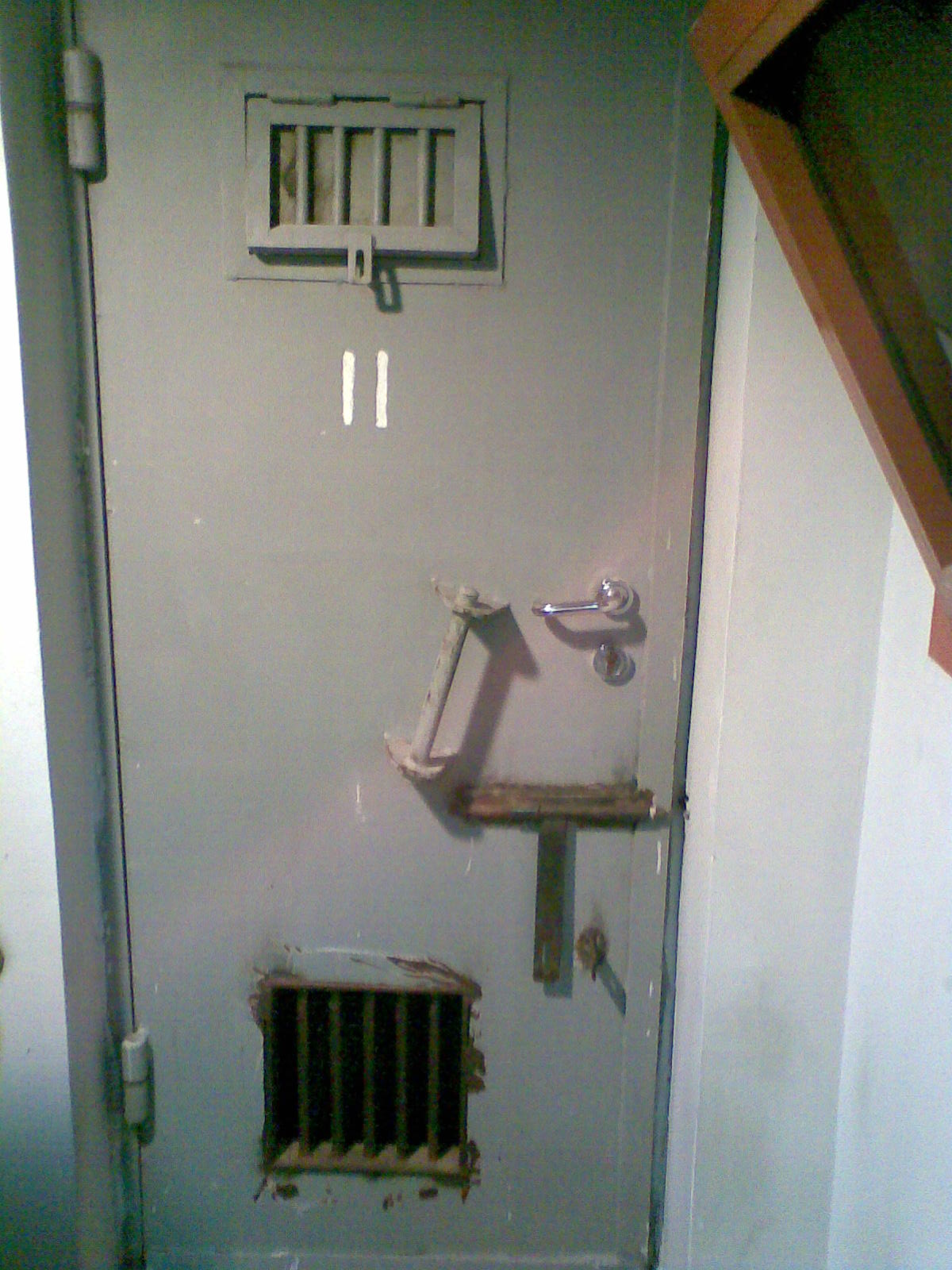
زنزانة تحت الأرض صُوّرت أثناء اقتحام مباحث أمن الدولة سنة 2011

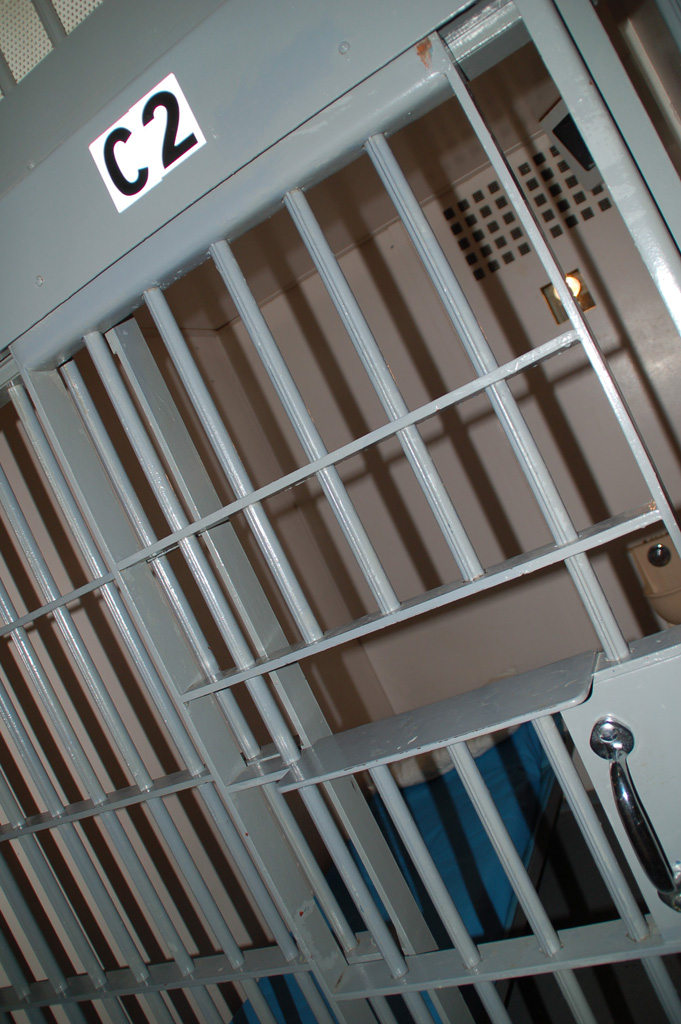
زنزانة في سجن حديث

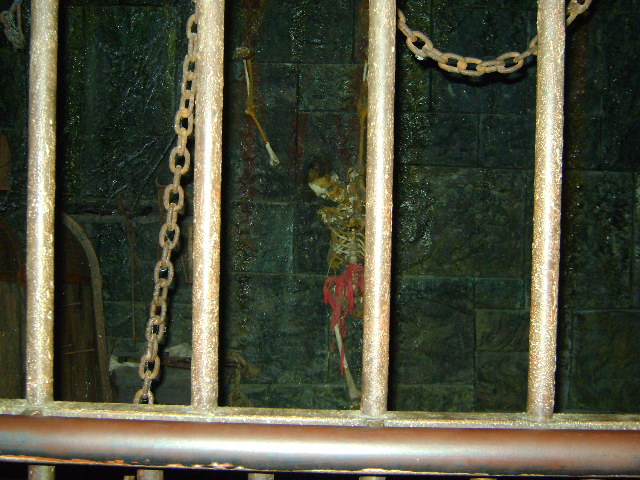
زنزانة من العصور الوسطى

الزنزانة (بالإنجليزية: prison cell)‏غرفة في سجن أو قسم شرطة يُحتجز فيها سجين لقضاء مدة عقوبته.
تختلف أشكالها وأحجامها، وتُختار محتوياتها لتكون غير قابلة للكسر، وأحيانًا لا تُنتزع من الأرض أو الحائط، وذلك لتفادي قابلة استخدامها كسلاح أو كأداة في أعمال تخريب. وكثيرًا ما تُبنى الزنازين من خرسانة مسبقة التصنيع.
تُنظم الزنازين بطريقة مختلفة في السجون الكبيرة عن مراكز الشرطة.
على الجهة المسؤولة الحرص على نظافة الزنزانة ومطابقتها لمعايير حقوق الإنسان كما تنص عليه قوانين الدولة.

## التسمية
يبدو أو كلمة زنزانة محرفة من الكلمة العثمانية زِندان والتي تحمل نفس المعنى وهي من أصل فارسيّ.